# 福应街道
福应街道是中国浙江省仙居县所辖的一个街道。面积115.85平方千米，人口5.22万人。邮编：317300。

## 行政区划
办事处驻东门村。

下辖4个社区、48个行政村：东门、月塘、县前、周岩头；东门、月塘、县前、大路、周岩头、中桥头、大庙后、王家田、横路丁、畚基湾、岭下、新屋陈、三亩田、长家坑、断桥上宅、断桥下宅、上林、后丁、陈家岙、项斯坑、三角地、城东东岸、杨府、徐家岙、岩头下、娄下园、三里溪、新安、周宅、支埠头、阮宅、后求、上张、坑口、赵家垟、横樟、寺后、下王、桐桥、下联、新联、田肚、西垟、肖垟、下路堂、石牛、杨北。